# Асино
Асино (рус. Асино) град је у Русији у Томској области. Према попису становништва из 2010. у граду је живело 25618 становника.

## Становништво
| 1959.  | 1970.  | 1979.  | 1989.  | 2002.  | 2010.  |
| ------ | ------ | ------ | ------ | ------ | ------ |
| 24.682 | 29.395 | 31.624 | 33.471 | 28.068 | 25.618 |